# Mannenmarathon van Tokio 1987
De Mannenmarathon van Tokio 1987 werd gelopen op zondag 8 februari 1987. Het was de achtste editie van de Tokyo International Marathon. Aan deze wedstrijd mochten alleen mannelijke elitelopers deelnemen.
De Japanner Hiromi Taniguchi kwam als eerste over de streep in 2:10.06.

## Uitslagen
| rang   | naam              | land | tijd    |
| ------ | ----------------- | ---- | ------- |
| Goud   | Hiromi Taniguchi  | JPN  | 2:10.06 |
| Zilver | Takeyuki Nakayama | JPN  | 2:10.33 |
| Brons  | Abebe Mekonnen    | ETH  | 2:11.54 |
| 4      | Hiroshi Sunaga    | JPN  | 2:13.44 |
| 5      | Hiroshi Sennai    | JPN  | 2:14.28 |
| 6      | Tadeusz Lawicki   | POL  | 2:15.48 |
| 7      | Shigemasa Ikeda   | JPN  | 2:16.18 |
| 8      | Ryszard Misiewicz | POL  | 2:18.51 |
| 9      | John Burra        | TAN  | 2:19.54 |
| 10     | Hideo Takamura    | JPN  | 2:20.09 |
| 22     | Cor Vriend        | NED  | 2:28.13 |

Tokyo International Marathon (alleen mannen)

1981 · 1982 · 1983 · 1984 · 1985 · 1986 · 1987 · 1988 · 1989 · 1990 · 1991 · 1992 · 1993 · 1994 · 1995 · 1996 · 1997 · 1998 · 1999 · 2000 · 2001 · 2002 · 2003 · 2004 · 2005 · 2006

Tokyo International Women's Marathon (alleen vrouwen)

1979 · 1980 · 1981 · 1982 · 1983 · 1984 · 1985 · 1986 · 1987 · 1988 · 1989 · 1990 · 1991 · 1992 · 1993 · 1994 · 1995 · 1996 · 1997 · 1998 · 1999 · 2000 · 2001 · 2002 · 2003 · 2004 · 2005 · 2006 · 2007 · 2008

Tokyo Marathon (beide)

2007 · 2008 · 2009 · 2010 · 2011 · 2012 · 2013 · 2014 · 2015 · 2016 · 2017 · 2018 · 2019 · 2020 · 2021 · 2022 · 2023 · 2024